# Lok Yin Lee
Lok Yin Lee (chinesisch 李樂賢 / 李乐贤, Pinyin Lǐ Lèxián, Jyutping Lei5 Lok6jin4, kantonesisch Lee Lok Yin; * 14. Februar 2001 in Hongkong), auch bekannt als Mathew Lee, ist ein Dartspieler aus Hongkong.

## Karriere
Lee erreichte 2021 bei Hong Kong Open mit 18 Jahren das Viertelfinale. Ein Jahr später nahm er erstmals erfolglos an der PDC Qualifying School teil. Infolgedessen spielte er wenig später die ersten Turniere der PDC Challenge Tour 2022, gewann aber ebenfalls kein Preisgeld. Beim World Cup of Darts 2022 bildete Lok Yin Lee zusammen mit Ho Tung Ching das Team Hongkong. Das Duo unterlag in der ersten Runde Schottland mit 1:5. Am 25. März 2023 gewann Lee in Seoul sein erstes Turnier auf der PDC Asian Tour. Im Juni nahm er an der Seite von Man Lok Leung erneut am World Cup of Darts teil. In der Gruppenphase unterlag Hongkong jedoch Deutschland und Japan. Im September folgte dann sein zweiter Turniersieg auf der PDC Asian Tour. Wie bereits 2023 bildete Lok Yin Lee zusammen mit Man Lok Leung das Team für den World Cup of Darts 2024. Zwar konnte das Duo gegen Japan gewinnen, unterlag jedoch Australien und schied somit in der Gruppenphase erneut aus.
Im Oktober 2024 erreichte Lok Yin Lee das Halbfinale bei der PDC Asian Championship 2024 und unterlag dort mit 5:6 Sandro Eric Sosing. Da der Sieger Lourence Ilagan als Zweiter der PDC Asian Tour 2024 bereits für die PDC World Darts Championship 2025 qualifiziert war, rückte Lee als bester Halbfinalist auf den Startplatz für die PDC-Weltmeisterschaft nach. Dort gewann er sein Weltmeisterschaftsdebüt mit 3:1 Sätzen gegen Chris Landman.

## Weltmeisterschaftsresultate

### PDC
- 2025: 2. Runde (0:3-Niederlage gegen  Brendan Dolan)